# Sint-Antonius en Sint-Catharinakerk

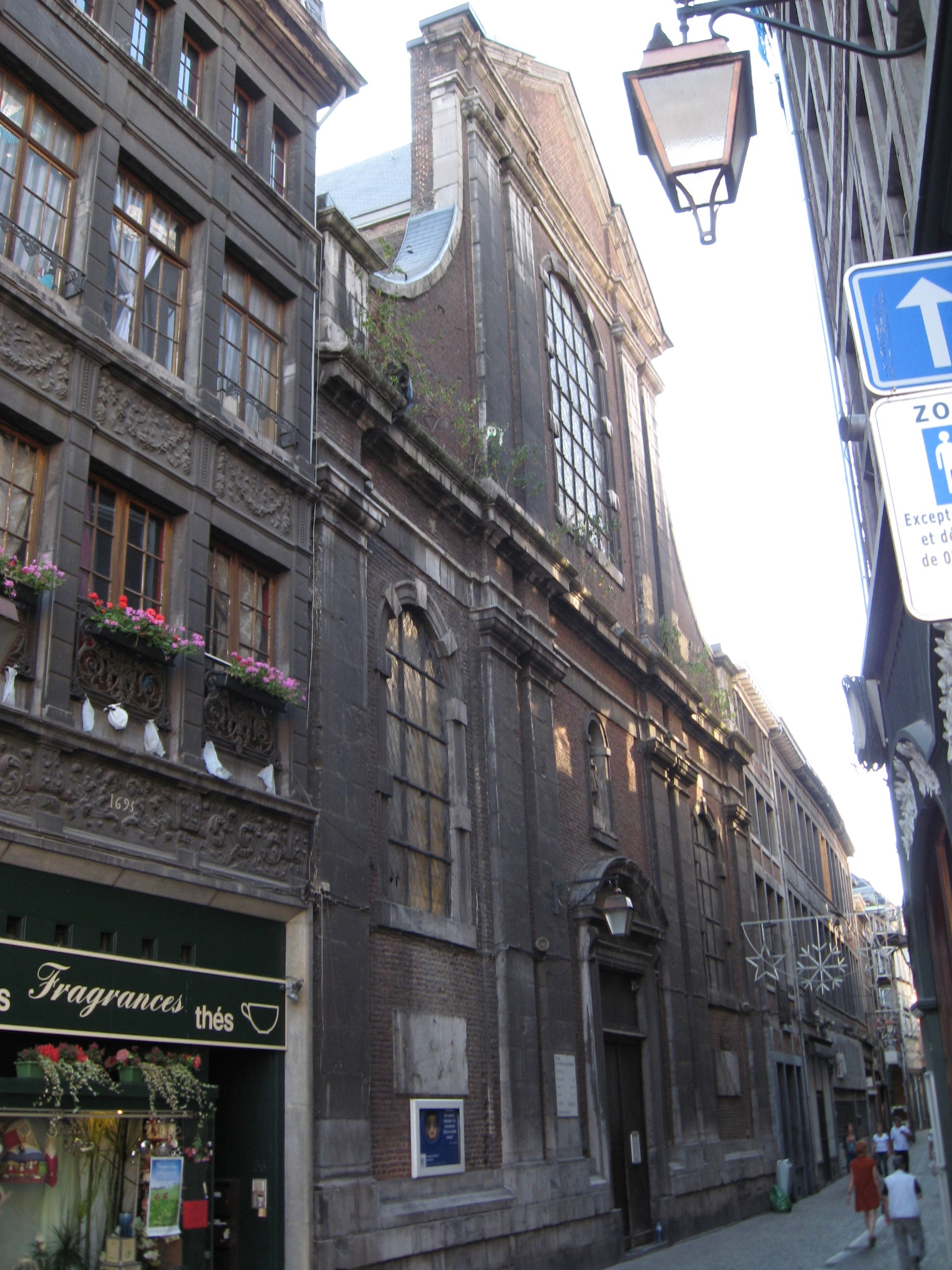
Voorgevel van de kerk

De Sint-Antonius en Sint-Catharinakerk (Frans: Église Saint-Antoine et Sainte-Catherine), gelegen aan Neuvice 54, is een parochiekerk in het centrum van de Belgische stad Luik.

## Geschiedenis
De eerste kerk werd begin 12e eeuw gebouwd als Sint-Catharinakerk nabij de Pont des Arches. In 1358 werd een nieuwe kerk gebouwd, nu in gotische stijl. De kerk werd in de 16e eeuw nog verbouwd, maar in 1691 bombardeerden de Franse troepen, onder commando van hertog Louis-François van Boufflers, de stad Luik, omdat deze sympathie koesterde voor Spanje, dat toen met Frankrijk in oorlog was. De gehele wijk, inclusief de kerk, ging in vlammen op.
Omstreeks 1700 werd een nieuwe kerk gebouwd in barokstijl. Vanaf 1803 werd deze kerk een kapel voor diverse congregaties, waaronder de Reguliere Kanunniken van Sint-Jan van Lateranen vanaf 1897.
In 1978 werd de Sint-Antoniuskerk onttrokken aan de eredienst, en het werd een dependance van het Museum van het Waalse Leven. De Sint-Catharinakerk werd toen parochiekerk en werd toen tevens aan Sint-Antonius gewijd.

## Gebouw
De barokke voorgevel is ingepast in het straatbeeld. Er zijn Toscaanse pilasters en een pilaster-halsgevel. De eigenlijke kerk heeft een plattegrond in de vorm van een Grieks kruis. Ook in het interieur zijn Toscaanse pilasters aanwezig die de bogen schragen. Het interieur is harmonisch en stamt grotendeels uit de eerste helft van de 18e eeuw. Cornelis van der Veken vervaardigde beelden van een Beschermengel met het Kind, Sint-Jozef, Sint-Barbara en Sint-Antonius van Padua (1701-1710).
In 2022 restaureert men het interieur en wordt een schilderij met Catharina opnieuw boven het hoogaltaar geplaatst.

## Galerij

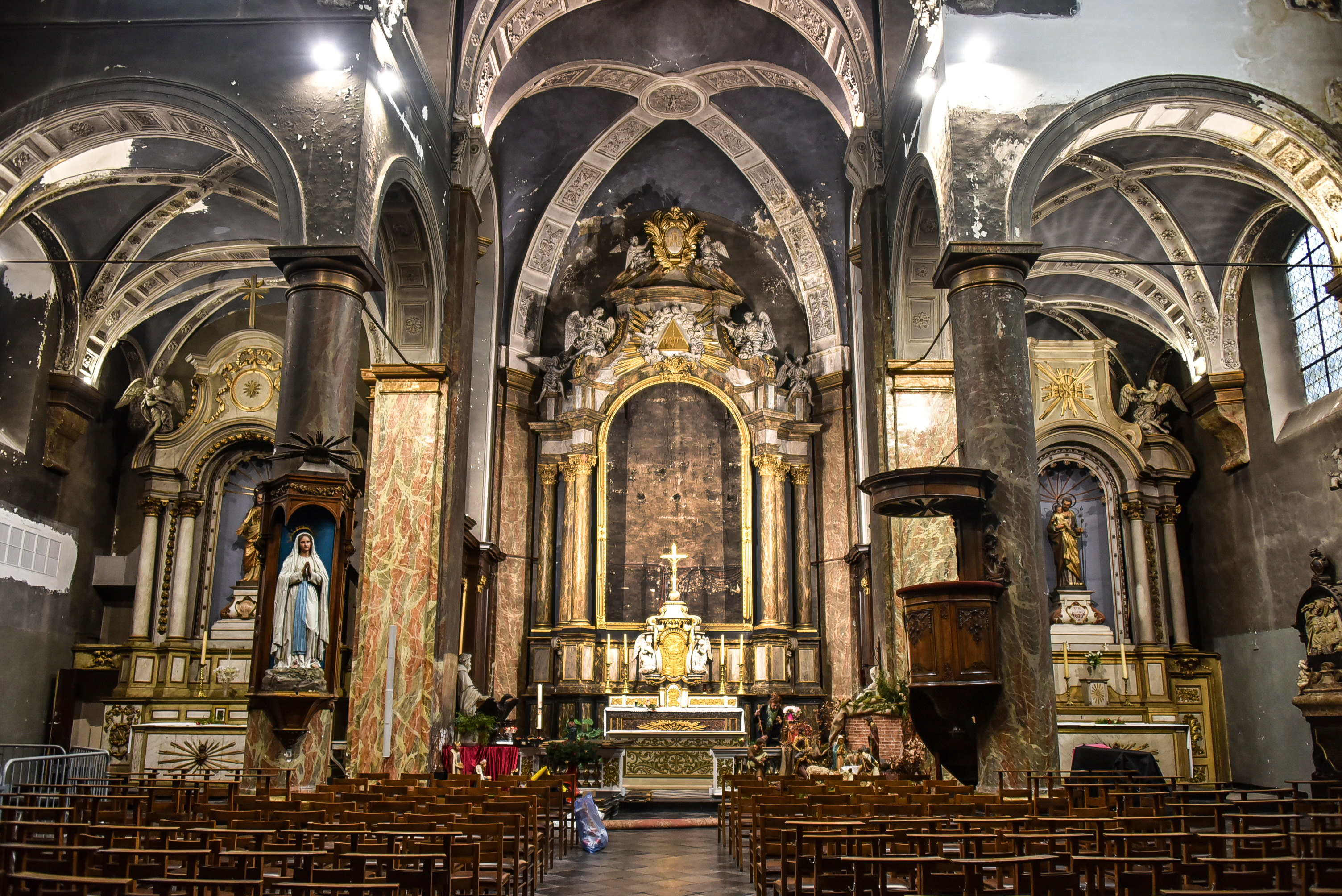
Priesterkoor en zijbeuken
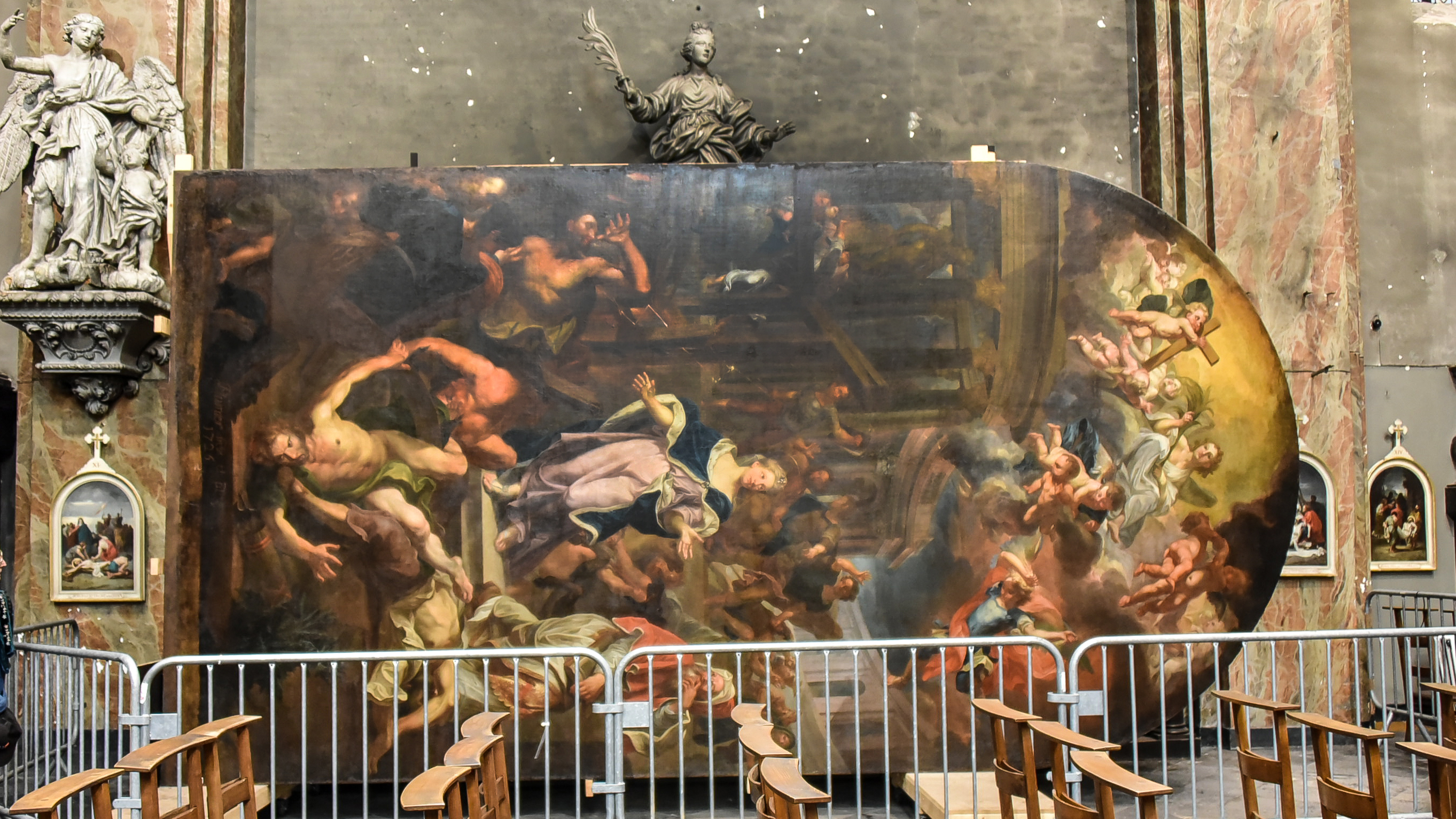
Terug te plaatsen schilderij (december 2022)
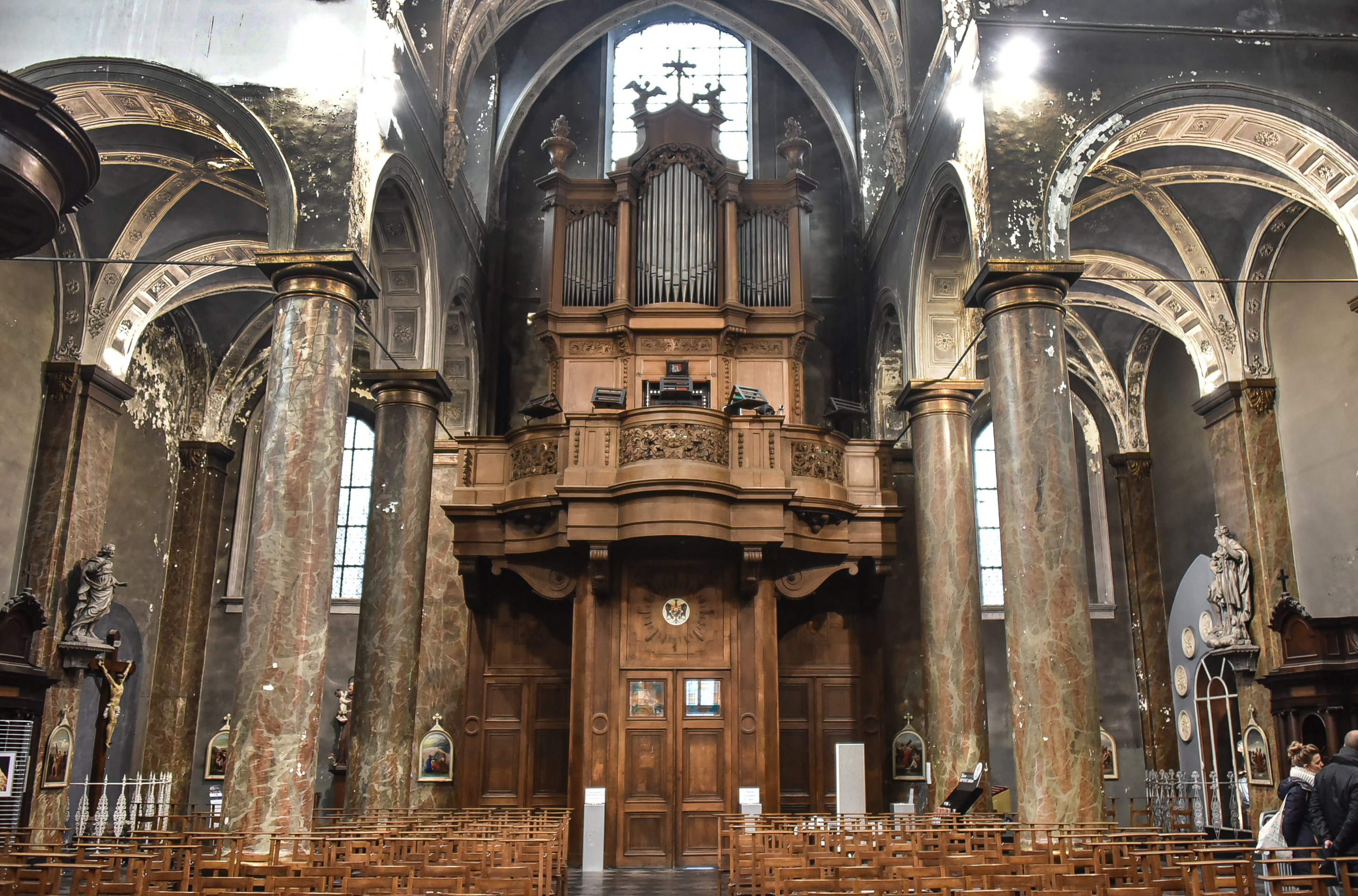
Achterzijde met orgel